# James Herbert Brennan

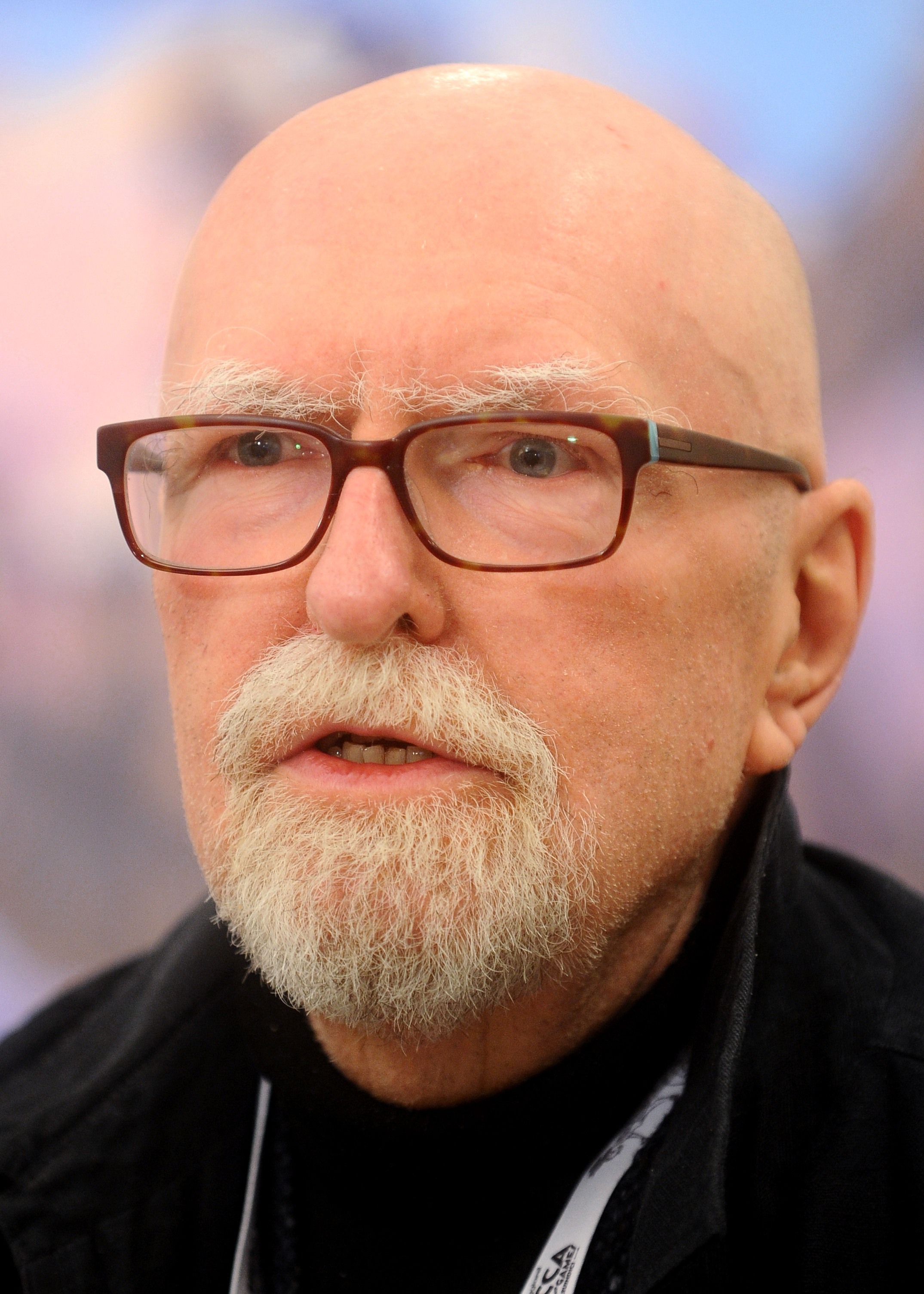
Herbie Brennan - Lucca Comics & Games 2015

James Herbert Brennan (Gilford, 5 juli 1940 – Tullow, 1 januari 2024) was een Ierse schrijver van fantasy en occultisme.
Zijn belangrijkste werk, gepubliceerd in het jaar 1974, is Occult Reich, dat de verschillende aspecten van ariosofie verklaart.
Brennan overleed in januari 2024 op 83-jarige leeftijd.

### Niet-fictieve boeken
- Astral Doorways (1971)
- Five Keys to Past Lives (1972)
- Experimental Magic (1972)
- Occult Reich (1974)
- An Occult History of the World (1976)
- Getting What You Want (1977)
- Good Con Guide (1978)
- Reincarnation (1981)
- A Guide to Megalithic Ireland (1982)
- Discover Your Past Lives: A Practical Course (1984)
- The Reincarnation Workbook: A Complete Course in Recalling Past Lives (1989)
- The Astral Projection Workbook: How to Achieve Out-of-Body Experiences (1989)
- Mindpower : Succeed at School (1990)
- Mindpower: Secrets to Improve Your Image (1990)
- Aquarian Guide to the New Age (1990) (with Eileen Campbell)
- Understanding Reincarnation: Effective Techniques for Investigating Your Past Lives (1990)
- How to Get Where You Want to Go (1991)
- Discover Astral Projection (1991)
- Nostradamus: Visions of the Future (1992)
- Discover Reincarnation (1992)
- True Ghost Stories (1993)
- The Dictionary of Mind, Body and Spirit (1994) (with Eileen Campbell)
- Body, Mind and Spirit: A Dictionary of New Age Ideas, People, Places, and Terms (1994) (with Eileen Campbell)
- Time Travel: A New Perspective (1997)
- Seriously Weird True Stories (1997)
- Magick for Beginners (1998)
- Martian Genesis (1998)
- The Little Book of Nostradamus: Prophecies for the 21st Century (1999)
- The Secret History of Ancient Egypt (2000)
- The Magical I Ching (2000)
- Magical Use of Thought Forms (2001)
- Occult Tibet (2002)
- Death - The Great Mystery of Life (2002)
- Tibetan Magic and Mysticism (2006)

### Fictieve boeken
- Beyond the Fourth Dimension (1975)
- Power Play (1977)
- Greythorn Woman (1979)
- Dark Moon (1980)
- Mindreach (1985)
- The Curse of Frankenstein (1986)
- Dracula's Castle (1986)
- Monster Horrorshow (1987)
- Barmy Jeffers and the Quasimodo Walk (1988)
- Return of Barmy Jeffers and the Quasimodo Walk (1988)
- Barmy Jeffers and the Shrinking Potion (1989)
- The Crone (1989)
- Ordeal by Poison (1992)
- Ancient Spirit (1993)
- Marcus Mustard (1994)
- Capricorn: Capricorn's children (1995)
- Cancer: Black Death (1995)
- The Gravediggers (1996)
- Blood brother (1997)
- Kookaburra Dreaming (1997)
- Zartog's Remote (2000)
- In Miss Whitts class.... Being bored... Question mark (2009)
- The Shadowproject (2010)
- The Doomsday Box (2011)

### Kronieken van Faerie Wars
- Faerie Wars (2003)
- The Purple Emperor (2004)
- Ruler of the Realm (2006)
- Faerie Lord (2007)
- The Faeman Quest (2011)

- Bibsys: 90198983
- Biblioteca Nacional de España: XX1098055
- Bibliothèque nationale de France: cb12693368h (data)
- Gemeinsame Normdatei: 123742366
- International Standard Name Identifier: 0000 0001 0785 8032
- Library of Congress Control Number: n79004115
- MusicBrainz: da658876-83f0-4374-b60e-c11a58f80e43
- Nationale Bibliotheek van Tsjechië: jn19990001072
- Nationale bibliotheek van Australië: 35021639
- Nationale Bibliotheek van Israël: 987007289971205171
- Nederlandse Thesaurus van Auteursnamen: 108225569
- Réseau des bibliothèques de Suisse occidentale: 02-A005611737
- SNAC: w64f4rtx
- Système universitaire de documentation: 156986310
- Trove: 795787
- Virtual International Authority File: 95315080